# Gare de Saint-Omer-en-Chaussée
Ne doit pas être confondue avec la gare de Saint-Omer.
La gare de Saint-Omer-en-Chaussée est une gare ferroviaire française de la ligne d'Épinay - Villetaneuse au Tréport - Mers, située sur le territoire de la commune de Saint-Omer-en-Chaussée, dans le département de l'Oise, en région Hauts-de-France.
Elle est mise en service en 1875 par la Compagnie des chemins de fer du Nord.
C'est une halte voyageurs de la Société nationale des chemins de fer français (SNCF), desservie par des trains TER Hauts-de-France.

## Situation ferroviaire
Établie à 93 mètres d'altitude, la gare de Saint-Omer-en-Chaussée est située au point kilométrique (PK) 94,208 de la ligne d'Épinay - Villetaneuse au Tréport - Mers, entre les gares ouvertes de Milly-sur-Thérain et de Marseille-en-Beauvaisis. Ancienne gare de bifurcation, elle était l'origine de la ligne de Saint-Omer-en-Chaussée à Vers (déclassée et déposée), empruntée par les relations de Beauvais à Amiens.

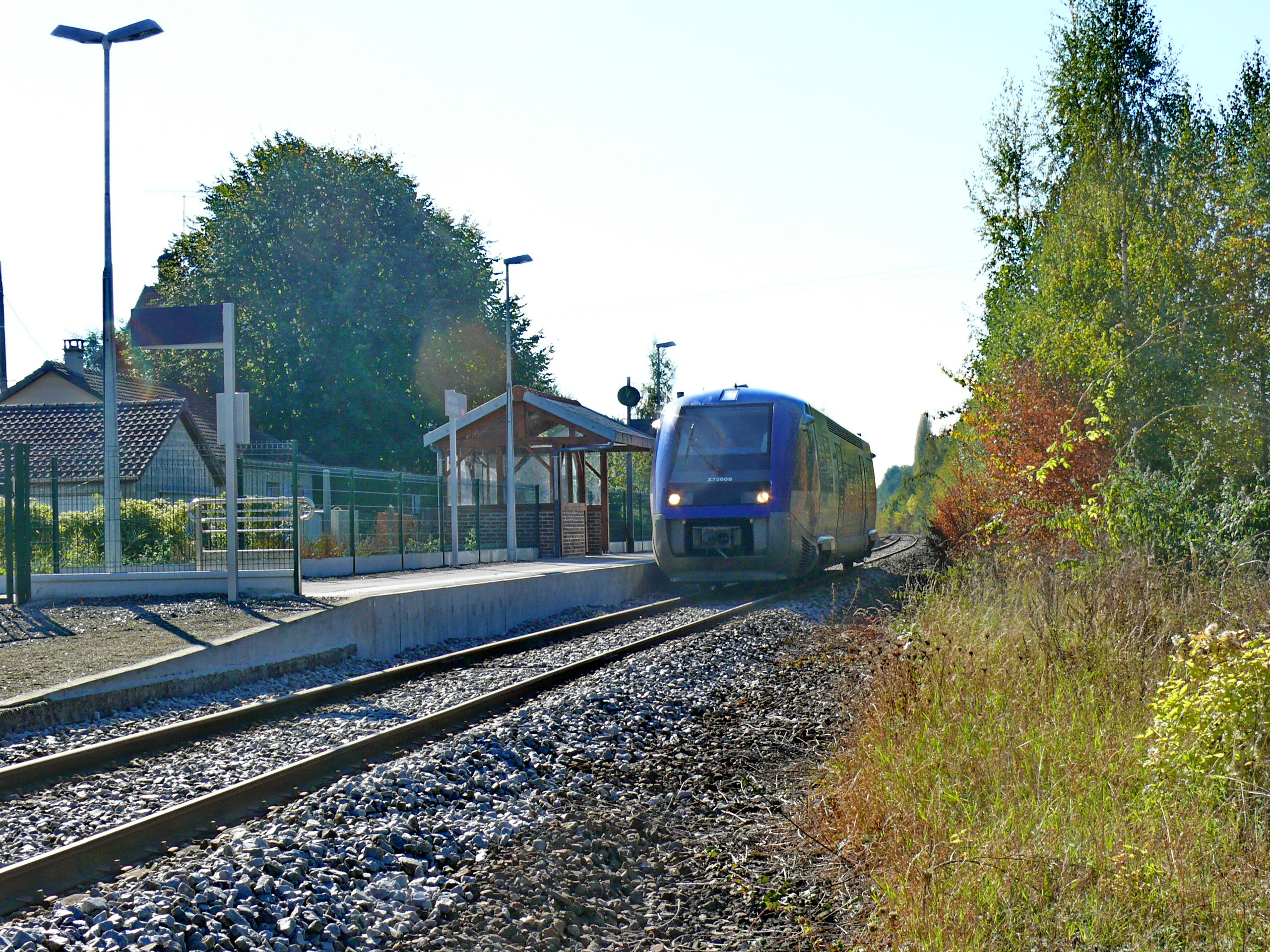
La halte après sa rénovation de 2009.

## Histoire
La Compagnie des chemins de fer du Nord, met en service la station de Saint-Omer-en-Chaussée le 1er juillet 1875 lorsqu'elle ouvre la section de Beauvais à Saint-Omer-en-Chaussée. Elle ouvre la section de Saint-Omer à Conty le 15 avril 1876.
La ligne vers Amiens a été coordonnée le 9 janvier 1939, et le service voyageurs remplacé par des dessertes par autocars.

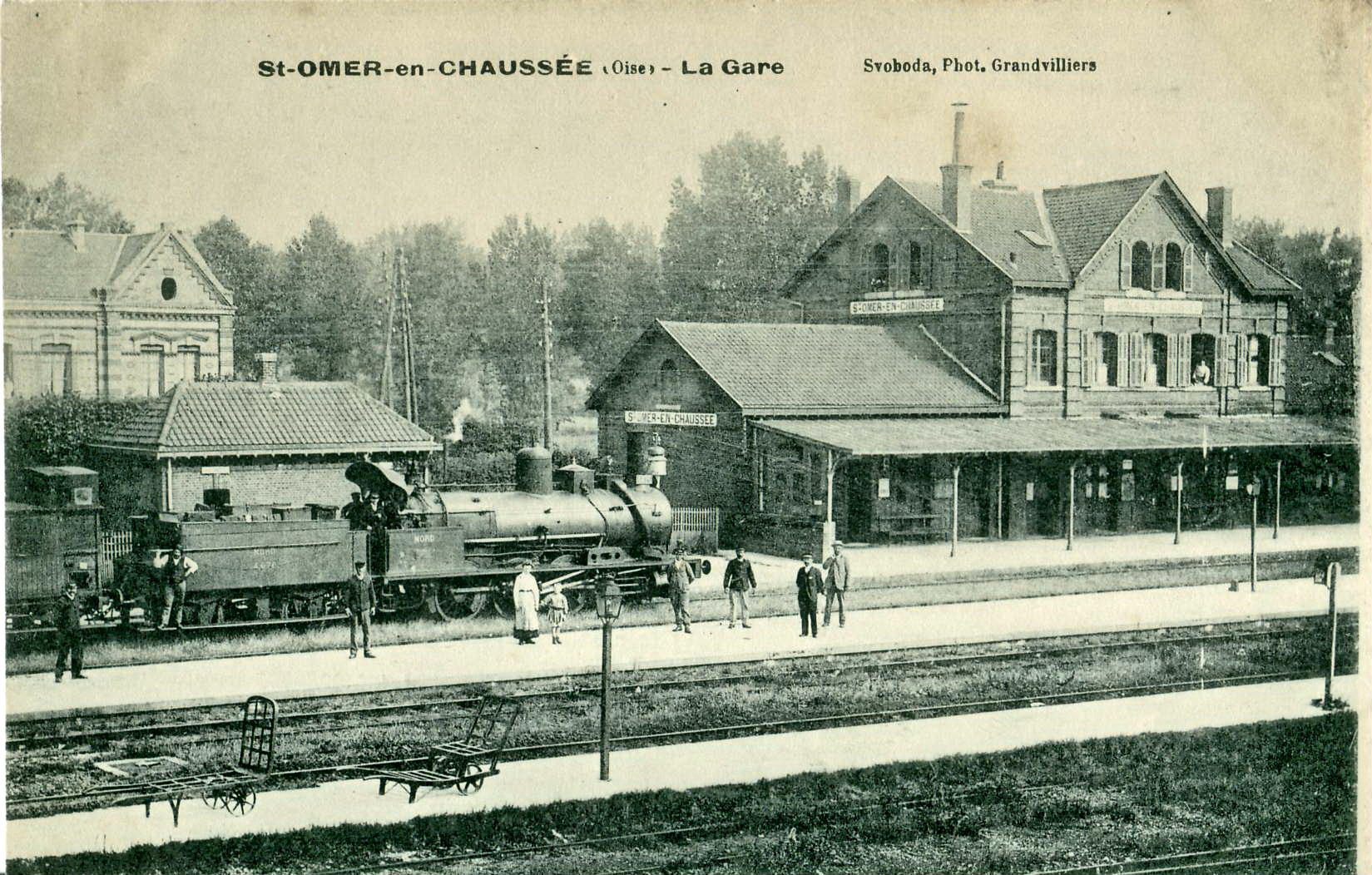
La gare au début des années 1900 avec ses trois quais à voyageurs.

Dotée à l'origine d'importantes installations, celles-ci ont été totalement déposées ; il s'agit désormais d'un établissement de pleine ligne, doté d'une seule voie et où les croisements ne sont plus possibles. Elle est dépourvue de signalisation ferroviaire. Le seul souvenir de la gare de marchandises est l'extrémité de l'embranchement ferroviaire qui desservait la laiterie Maggi.
À la suite de la rénovation de la ligne de Beauvais à Abancourt, les installations voyageurs ont été améliorées en 2009 : nivellement du quai, remplacement du ballast, quai bitumé, nouvel abri, ajout de bandes podotactiles le long de la voie.

## Fréquentation
De 2015 à 2022, selon les estimations de la SNCF, la fréquentation annuelle de la gare s'élève aux nombres indiqués dans le tableau ci-dessous.
| Année     | 2015  | 2016  | 2017  | 2018  | 2019  | 2020  | 2021  | 2022  |
| --------- | ----- | ----- | ----- | ----- | ----- | ----- | ----- | ----- |
| Voyageurs | 5 496 | 6 873 | 8 695 | 6 679 | 4 522 | 4 458 | 5 610 | 8 454 |

## Service des voyageurs

### Accueil
Halte SNCF, c'est un point d'arrêt non géré (PANG) à accès libre.

### Desserte
Saint-Omer-en-Chaussée est desservie par des trains TER Hauts-de-France qui effectuent des missions entre les gares de Beauvais, ou d'Abancourt, et du Tréport - Mers.

### Intermodalité
Le stationnement de véhicules est possible à proximité. La gare est desservie par la ligne 6104 du réseau interurbain de l'Oise.

## Galerie de photographies

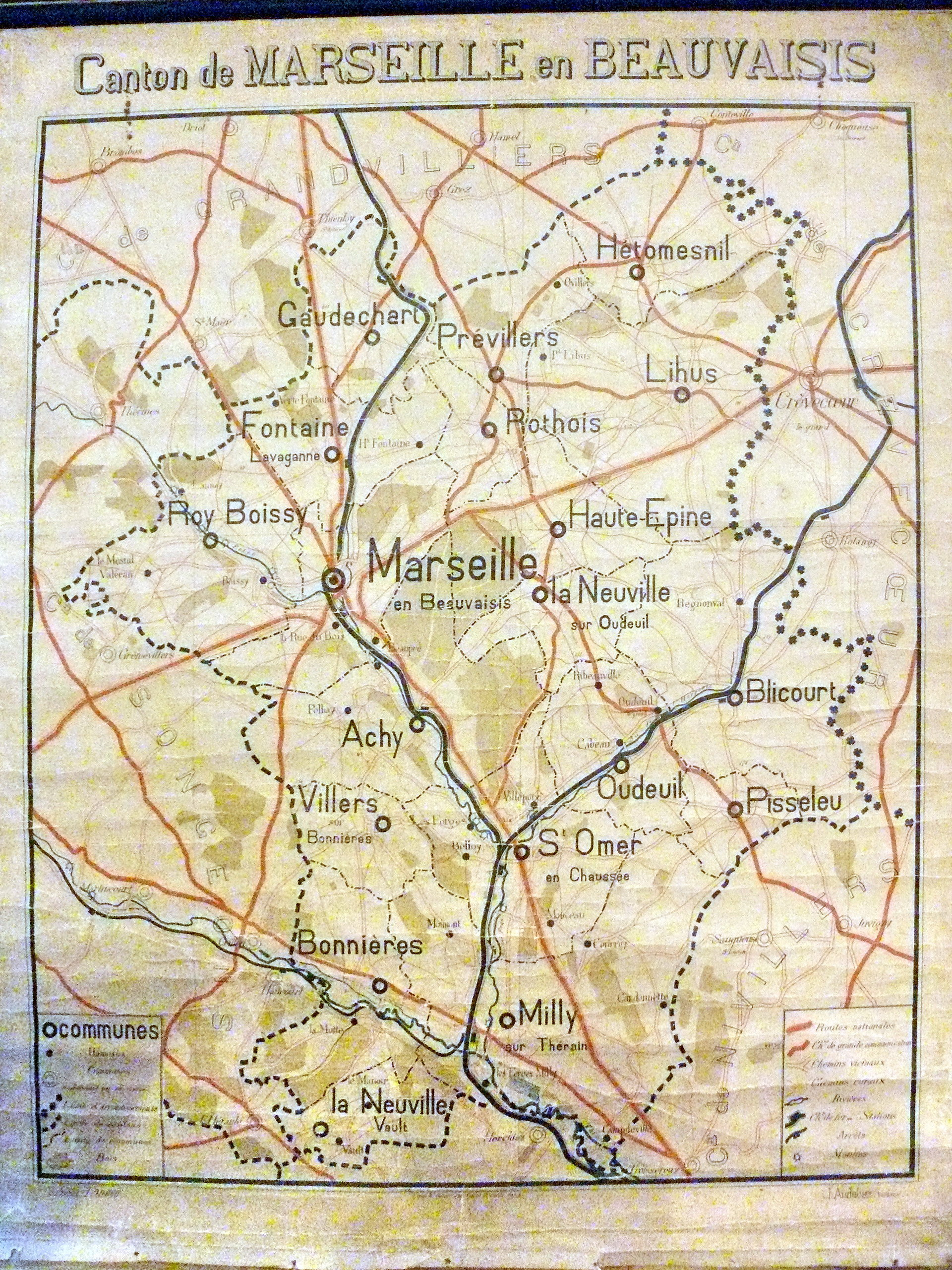
Le tracé des anciennes lignes sur un plan du canton.
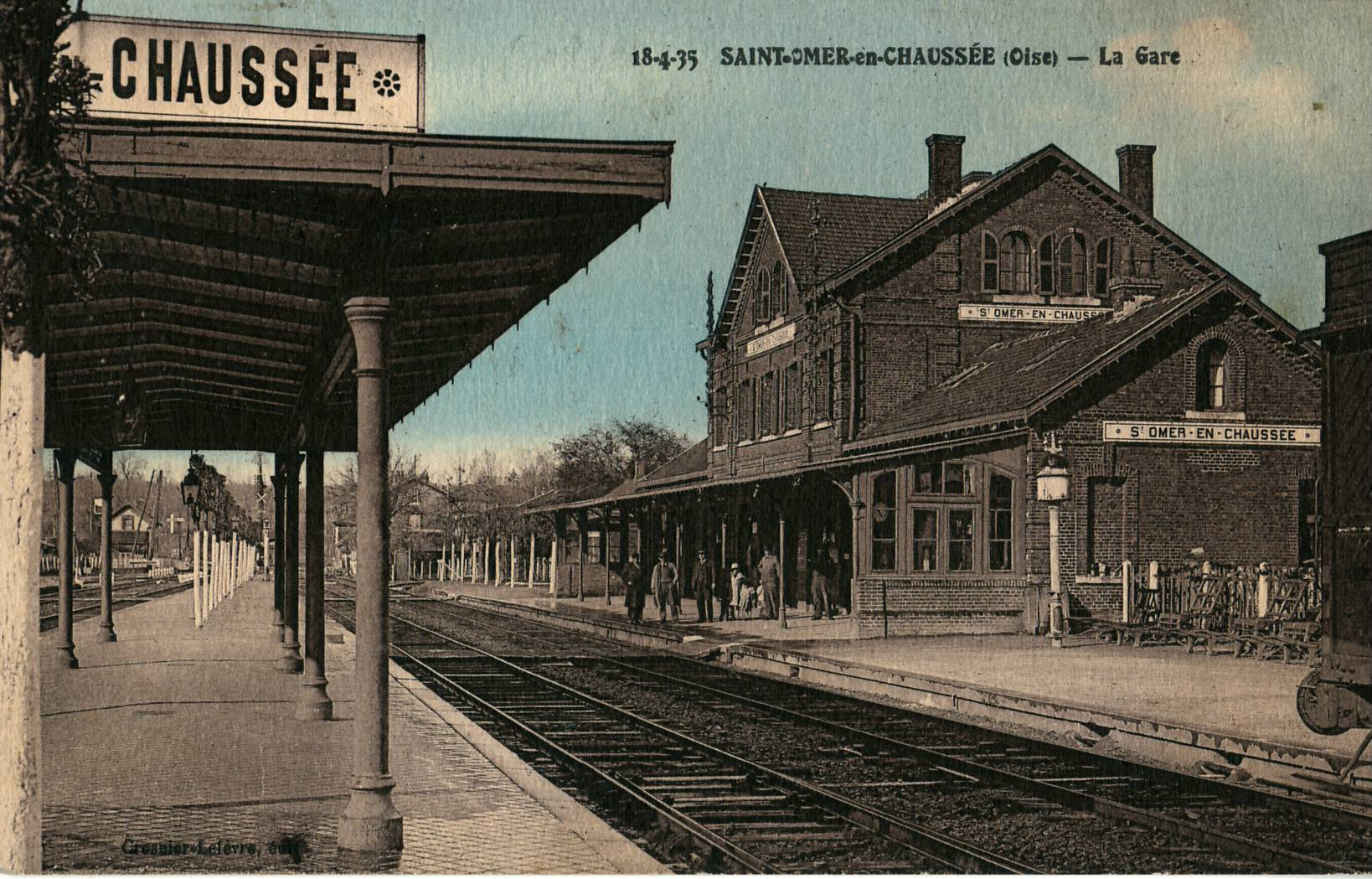
La gare dans les années 1920/1930.
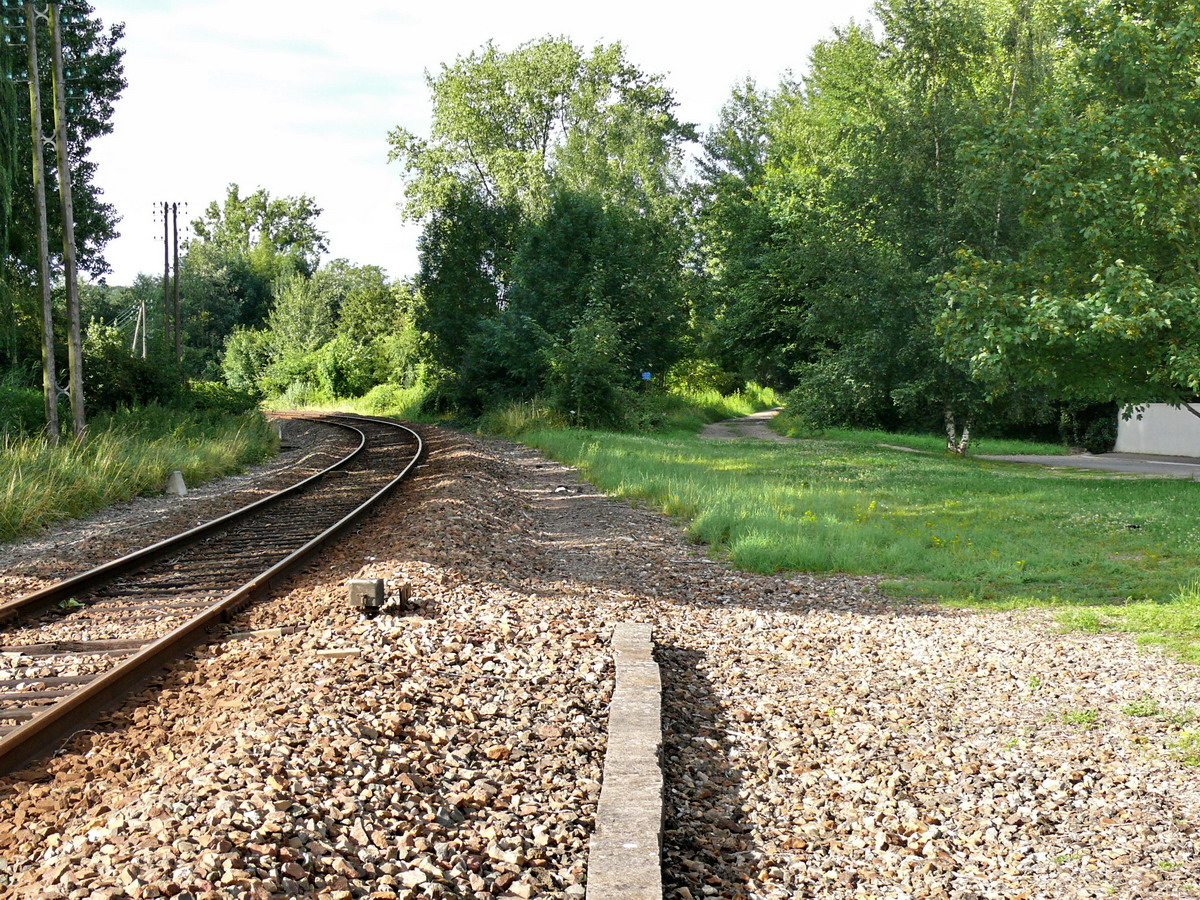
La bifurcation des deux lignes a été totalement démontée.
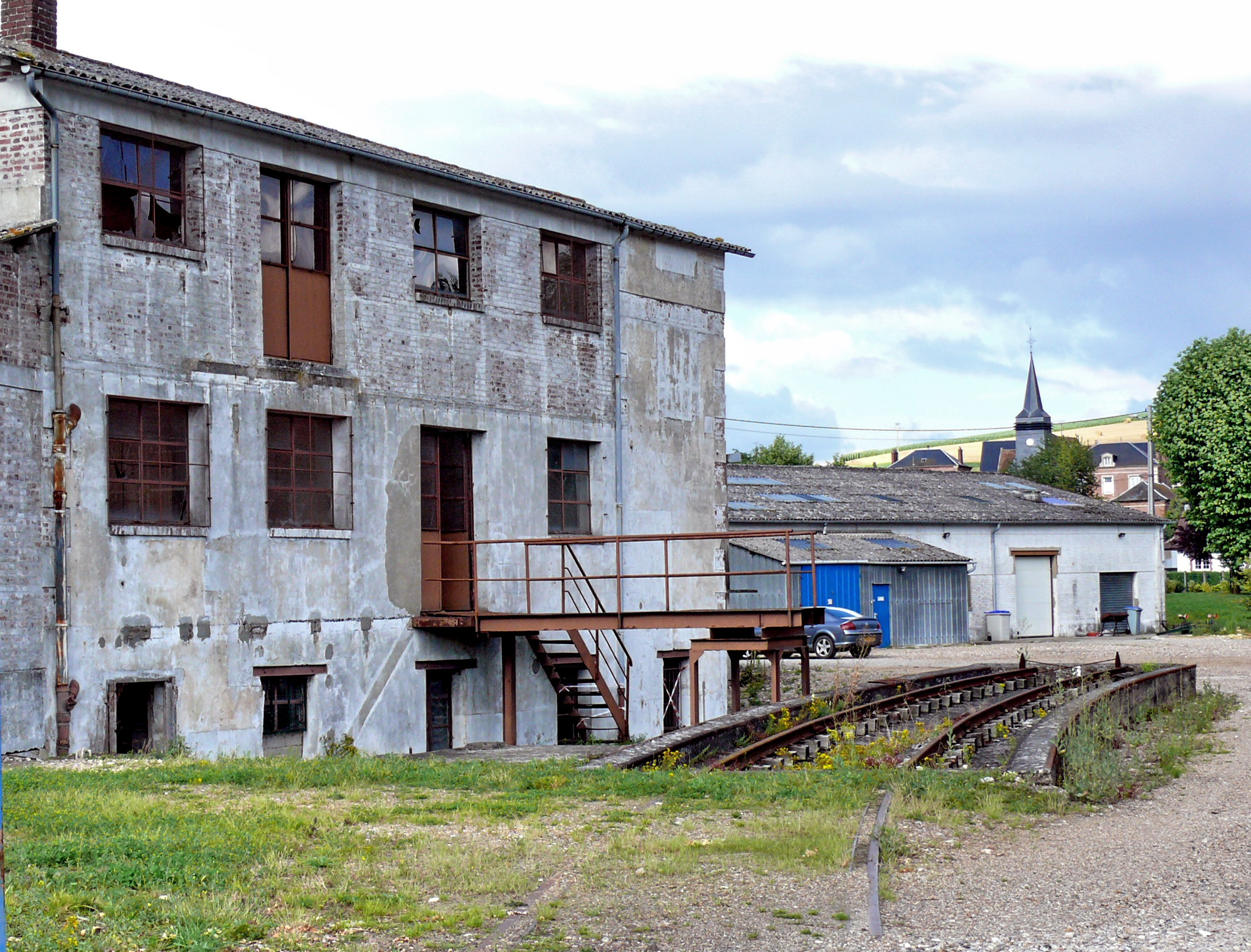
La cour de l'ancienne laiterie Maggi montre l'extrémité de l'embranchement ferroviaire qui la desservait.
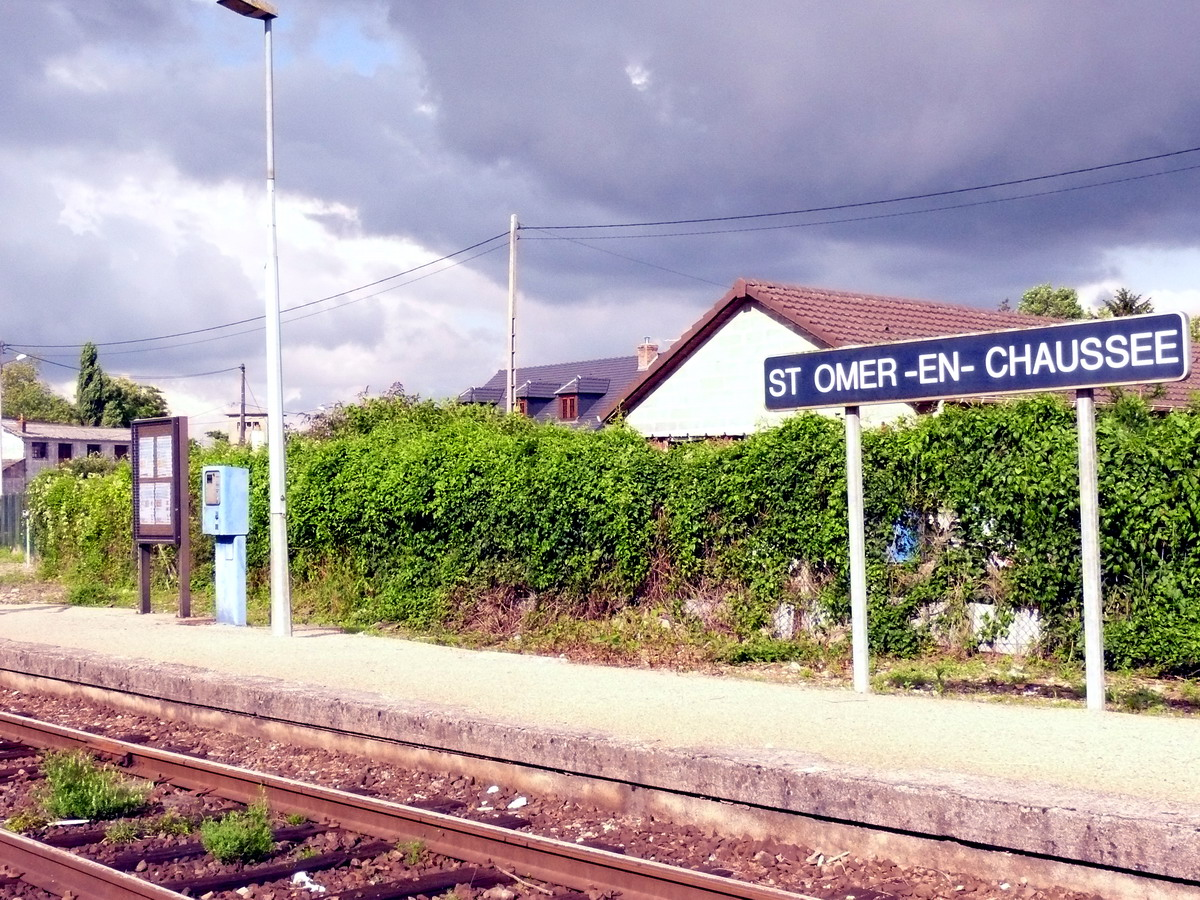
La halte en 2007, avant sa rénovation.